# Montrem
Montrem là một xã của Pháp, nằm ở tỉnh Dordogne trong vùng Aquitaine của Pháp.

## Thông tin nhân khẩu
| Năm    | 1962 | 1968 | 1975 | 1982 | 1990  | 1999  | 2005  |
| ------ | ---- | ---- | ---- | ---- | ----- | ----- | ----- |
| Dân số | 858  | 770  | 913  | 982  | 1 045 | 1 049 | 1 158 |